# 伊與田宗慶
伊與田 宗慶（いよた むねよし）は、日本の機械工学者。大阪工業大学工学部機械工学科准教授。博士（工学）（大阪大学）。溶接学会軽構造接合加工研究委員会幹事。日本溶接協会委嘱委員。日本機械学会機械材料・材料加工（M&P）部門第102期運営委員。大阪産業技術研究所・大阪商工会議所との共同推進機関OIT-P（Osaka Industrial Technology Platform; 地域産業技術プラットフォーム）のメンバー。
専門は、自動車溶接工学/接合工学・金属工学、機械材料・材料力学、生産科学・数値シミュレーション/システム解析。

## 略歴
2009年大阪大学工学部応用理工学科卒業。2011年大阪大学大学院工学研究科マテリアル生産科学専攻博士前期課程修了。2014年同大学院マテリアル生産科学専攻博士後期課程修了、博士（工学） (大阪大学)。同年、大阪工業大学工学部機械工学科に講師として着任。2024年現在、同学科准教授。
主な所属学会は、日本機械学会、溶接学会、日本溶接協会、自動車技術会、日本熱処理技術協会、日本鉄鋼協会、 軽金属学会など。主な受賞は、第101期日本機械学会若手優秀講演フェロー賞、溶接学会優秀研究発表賞(2015)および第124回軽構造接合加工研究委員会講演奨励賞(2019)、自動車技術会研究奨励賞など。

## 主な研究
- 次世代自動車の適用に向けた鋼ーアルミニウム合金の異材継手接合手法に関する検討
- 自動車用高強度鋼板抵抗スポット溶接継手の加圧波形制御による引張強度特性向上に関する研究
- 抵抗スポット溶接時における接合部形成現象の動的観察システムの開発 ：理化学研究所(RIKEN) 2024年度SACLA/SPring-8基盤開発採択プログラム - 大阪大学接合科学研究所・日本原子力研究開発機構との共同研究[3]
- プレス加工によるテンパー通電を施した高強度鋼板抵抗スポット溶接継手の疲労強度向上因子に関する検討 - 日本製鉄との共同研究[4]
- 金属3Dプリンタ造形時における熱変形・残留応力に関するインプロセス制御技術の開発
- 日本刀の焼割れ発生メカニズムの解明に関する研究

溶接工学・接合工学の対外啓蒙活動として、大阪大学接合科学研究所協賛2024国際ウエルディングショー「関西6大学の世界一受けたい溶接授業」で講演している。